# Salvador Sánchez
Salvador Sánchez Santiago (* 26. Januar 1959 in Tianguistenco, Mexiko; † 12. August 1982 bei Querétaro, Mexiko) war ein mexikanischer Profiboxer. Sánchez galt trotz seines frühen Todes im Alter von 23 Jahren als einer der besten mexikanischen Boxer aller Zeiten. Von Februar 1980 bis zu seinem Tod war er WBC-Weltmeister im Federgewicht und gewann in diesem Zeitraum neun Titelverteidigungen. 1991 fand er Aufnahme in die International Boxing Hall of Fame.

## Boxkarriere
Salvador Sánchez hatte nur wenige Amateurkämpfe und gab sein Profidebüt am 4. Mai 1975 im Alter von 16 Jahren. Bis 1980 bestritt er 35 Kämpfe, von denen er 33 gewann, darunter 27 vorzeitig durch KO oder TKO. Die einzige Niederlage seiner Karriere erlitt er am 9. September 1977 beim Kampf um die Mexikanische Meisterschaft im Bantamgewicht knapp durch Split Decision nach Punkten gegen Antonio Becerra. Im April 1978 boxte er zudem ein Unentschieden gegen Juan Escobar. Zwei seiner besiegten Gegner waren Salvador Torres, 1976 WM-Herausforderer von Alexis Argüello, sowie Fel Clemente, 1978 WM-Herausforderer von Danny Lopez. Promoter oder Co-Promoter vieler seiner Kämpfe war Don King.
Am 2. Februar 1980 besiegte Sánchez völlig überraschend den späteren Hall of Famer Danny Lopez (Kampfbilanz: 42-3, 39 KO) im Arizona Veterans Memorial Coliseum beim Kampf um die WBC-Weltmeisterschaft im Federgewicht durch TKO in der dreizehnten Runde und führte zu diesem Zeitpunkt auch auf den Punktzetteln aller drei Kampfrichter. Der als Little Red vs. Little Known betitelte Kampf war aufgrund schwerer Treffer, denen Lopez in den Ringseilen ausgeliefert schien, durch Ringrichter Waldemar Schmidt abgebrochen worden. Lopez war zudem durch Schlagwirkung so schwer gezeichnet, dass er zuvor bereits zweimal durch den Ringarzt untersucht worden war. Lopez hatte den Titel im November 1976 erkämpft und bestritt gegen Sánchez seine bereits neunte Titelverteidigung.
Im April 1980 besiegte er Ruben Castillo (45-1, 22 KO) im Tucson Convention Center einstimmig nach Punkten, sowie im Juni 1980 Danny Lopez im Rahmen eines Rückkampfes im Caesars Palace von Las Vegas durch TKO in Runde 14. Im September 1980 war er gegen Patrick Forde alias Pat Ford (16-0, 10 KO) in Schwierigkeiten und verlor die Anfangsrunden aufgrund der Reichweitenvorteile des Guyaners, kämpfte sich jedoch in den späteren Runden zurück und sicherte sich den Sieg im Freeman Coliseum von San Antonio durch Mehrheitsentscheidung nach Punkten über 15 Runden. Im Dezember 1980 siegte er im County Coliseum von El Paso einstimmig nach Punkten über 15 Runden gegen den Pflichtherausforderer Juan La Porte (15-1, 8 KO).
Im März 1981 schlug er den spanischen Europameister Roberto Castanon (43-1, 24 KO) im Caesars Palace durch TKO in der zehnten Runde, nachdem er bei allen drei Punktrichtern deutlich in Führung gelegen hatte. Im Olympic Auditorium in Los Angeles besiegte er im Juli 1981 im Rahmen eines Nicht-Titelkampfes Nicky Perez (51-3, 27 KO) durch einstimmige Entscheidung über zehn Runden. Perez war im Oktober 1979 WM-Herausforderer von Wilfredo Gómez.
Am 21. August 1981 boxte Sánchez selbst gegen den späteren Hall of Famer Wilfredo Gómez (32-0, 32 KO) und siegte im Caesars Palace durch TKO in der achten Runde, nachdem ihm bereits in der ersten Runde ein Niederschlag gelungen war. Gómez wurde nach dem zweiten Niederschlag, mit gebrochenem Jochbein und zugeschwollenen Augen, vom Ringrichter Carlos Padilla aus dem Kampf genommen. Im Dezember 1981 boxte er im Astrodome Houston gegen den britischen Meister Pat Cowdell (19-2, 7 KO) und siegte nach Punkten über 15 Runden.
Im Mai 1982 besiegte er Jorge „Rocky“ Garcia (23-2, 13 KO) in der Reunion Arena Dallas einstimmig nach Punkten. Seinen letzten Kampf gewann er am 21. Juli 1982 im Madison Square Garden von New York City durch TKO in der fünfzehnten Runde gegen den späteren Hall of Famer Azumah Nelson (13-0, 10 KO). Nelson war nach einem Niederschlag und schweren Treffern, welchen er verteidigungslos ausgesetzt schien, von Ringrichter Tony Perez stehend aus dem Kampf genommen worden.

## Tod
Salvador Sánchez starb 22 Tage nach dem Kampf gegen Nelson bei einem Verkehrsunfall mit seinem Porsche 928 S nördlich der mexikanischen Stadt Querétaro. Sein nächster Kampf war für den 15. September 1982 gegen Juan La Porte geplant gewesen. Dieser sicherte sich an diesem Tag den nun vakanten WBC-Titel von Sánchez durch einen Sieg gegen den Ersatzgegner Mario Miranda.

## Weiteres
Salvador Sánchez hatte zehn Geschwister und wurde südwestlich von Mexiko-Stadt geboren. Zum Zeitpunkt seines Todes war er verheiratet und Vater von zwei Söhnen. Sein Neffe Salvador Sánchez II war ebenfalls Profiboxer.